# حسن عباسی (صداپیشه)
حسن عباسی (زادهٔ ۱۳۱۶ – درگذشتهٔ ۱۳۵۷) گوینده (دوبلور) سینما و تلویزیون اهل ایران بوده‌است.
او در اواسط دهه ۳۰ وارد دوبلاژ شد. وی تحت تعلیم عطاالله کاملی توانست جایگاه مناسبی در این عرصه بدست آورد.
درگذشت :
حسن عباسی در چهارم مرداد سال ۱۳۵۷ به دلیل سقوط از تراس منزل خود در سن ۴۱ سالگی از دنیا رفت.

## زندگی‌نامه
عباسی در سال ۱۳۱۶ در تهران زاده شد و فعالیت در دوبله از سال ۱۳۳۵ آغاز کرد. او گویندهٔ نقش‌های کمدی بود و علاوه بر گویندگی به‌جای استن لورل در مجموعه فیلم‌های لورل و هاردی، در اغلب فیلم‌های برادران مارکس و اولین فیلم جری لوئیس (قبل از تیپ معروف حمید قنبری) که در ایران نمایش داده شد گویندگی کرد. ضرباهنگ تند حرف زدن گروچو مارکس را حسن عباسی توانست با هنرمندی تمام دوبله کند. تیپ‌سازی نبوغ‌آمیز وی به‌جای شخصیت کارتونی بازرس در مجموعهٔ «پلنگ صورتی» از یادگارهای حضور وی در دوبله است. او در فیلم گوزن‌ها و مجموعهٔ تلویزیونی سلطان صاحبقران به‌جای پرویز فنی‌زاده دوبله‌ای کم‌نظیر ارائه نمود.
عباسی به فاصله ۴ سال پس از درگذشت محمود نوربخش به علت سقوط از بالکن خانه‌اش درگذشت و در بهشت زهرا دفن شد.

## گزیده آثار
- استن لورل :

مجموعه فیلم‌های لورل و هاردی نظیر به‌سوی غرب، کله‌پوک‌ها، ساده‌لوح در آکسفورد، نخاله‌ها در دریا، اسلحه‌های بزرگ، گاوبازها
- گروچو (یولیوس هنری) : مجموعه فیلم‌های برادران مارکس
- تونی رندل : اکثر فیلم‌ها
- والتر کیاری : اکثر فیلم‌ها
- جری لوئیس : دهان‌گشاد
- ژاک پرن : دختری با یک چمدان
- دانا اندروز : گذرگاه فیل (در ایران: حمله فیل‌ها)
- دلقک : شاه لیر (فیلم ۱۹۷۱ شوروی)
- سعید امیرسلیمانی : سوته‌دلان
- پرویز فنی‌زاده : گوزن‌ها
- پرویز فنی‌زاده : مجموعه تلویزیونی سلطان صاحبقران

## کارتونها
- مورچه و مورچه‌خوار از مجموعه داستان‌های پلنگ صورتی (کارتون)
- بازرس : بازرس از مجموعه داستان‌های پلنگ صورتی (کارتون)
- مدیریت دوبلاژ : مجموعه تلویزیونی پلنگ صورتی (کارتون)

## منبع
- جام جم آنلاین